# Calamaria lumbricoidea
Calamaria lumbricoidea е вид влечуго от семейство Смокообразни (Colubridae).

## Разпространение
Видът е разпространен в Бруней, Индонезия (Калимантан, Суматра и Ява), Малайзия (Западна Малайзия, Сабах и Саравак), Сингапур, Тайланд и Филипини.